# Mulligan
A Mulligan 2023-tól vetített amerikai 2D-s számítógépes animációs szitkom, amelyet Robert Carlock és Sam Means alkotott.
Amerikában és Magyarországon 2023. május 12-én mutatta be a Netflix.

## Cselekmény
Miután egy idegen támadás elpusztítja a Földet, az emberiség maradékának lehetősége nyílik arra, hogy újrakezdje az egészet. A túlélőknek össze kell fogniuk, hogy elkerüljék ugyanazon hibák megismétlődését.

## Szereplők

### Főszereplők
| Szereplő                   | Eredeti hang   | Magyar hang        | Leírás                                                                                                 |
| -------------------------- | -------------- | ------------------ | --- |
| Matty Mulligan             | Nat Faxon      | Szabó Máté         | Munkásosztálybeli férfi, aki megmentette a Földet az idegenektől, és az emberi faj vezetője lett.      |
| Lucy Suwan                 | Chrissy Teigen | Bogdányi Titanilla | A Föld defacto First Ladyje, és romantikus kapcsolatban áll Mattyvel.                                  |
| Dr. Farrah Braun           | Tina Fey       | Nemes Takách Kata  | Egyedülálló anya és szuper tudós.                                                                      |
| Simon Prioleau             | Sam Richardson | Elek Ferenc        | Történész és Matty jobbkeze.                                                                           |
| Cartwright LaMarr szenátor | Dana Carvey    | Forgács Gábor      | Férfi, aki kinevezte magát a Föld alelnökévé, és mindent vissza akar állítani a régi kerékvágásba.     |
| Axatrax                    | Phil LaMarr    | Papp Dániel        | Jól megbecsült idegen tábornok, aki az emberek fogságában van, és a Fehér Ház tekepályáján raboskodik. |

### Mellékszereplők
| Szereplő                           | Eredeti hang             | Magyar hang     | Leírás |
| ---------------------------------- | ------------------------ | --------------- | --- |
| Jeremy Fitzhogg király             | Daniel Radcliffe         | Gacsal Ádám     | Parti fiú, aki egy angliai lord fia, és királynak kiáltotta ki magát.                                                             |
| TOD-209                            | Kevin Michael Richardson | Potocsny Andor  | A Pentagon katonai kiborgja, aki megpróbál visszaemlékezni arra, milyen volt emberként.                                           |
| Scarpaccio tábornok / Jayson Moody | Ayo Edebiri              | Tóth Márk       | Céltalan tinédzser, aki egy tengerészgyalogos tábornok egyenruháját viseli, de a vezérkari főnökök egyesített bizottságát vezeti. |
| Johnny Zhao                        | Ronny Chieng             | Markovics Tamás | Hongkongi milliárdos, aki megpróbálja újra fontossá tenni a pénzt, és ennek érdekében LaMarrral együtt dolgozik..                 |

### Magyar változat
- Magyar szöveg: Laki Mihály
- Hangmérnök és vágó: Fehéressy Péter
- Gyártásvezető: Vigvári Ágnes
- Szinkronrendező: Molnár Kristóf
- Produkciós vezető: Horján Annamária

A szinkront a Direct Dub Studios készítette.

## Epizódok
| Sor. | Év. | Cím                                                             | Rendező                                    | Író                            | Premier                             |
| ---- | --- | --------------------------------------------------------------- | ------------------------------------------ | ------------------------------ | ----------------------------------- |
| 1.   | 1.  | Újrakezdés (The Great Mulligan)                                 | Casey Crowe, Eddie Rosas és David C. Smith | Robert Carlock és Sam Means    | 2023. május 12. 2023. május 12.     |
| 2.   | 2.  | Egy új nap hajnala Amerikában (Morning in America)              | Eddie Rosas                                | Sam Means                      | 2023. május 12. 2023. május 12.     |
| 3.   | 3.  | Nagy fényűző parti (Grand Old Party)                            | David C. Smith                             | Dan Rubin                      | 2023. május 12. 2023. május 12.     |
| 4.   | 4.  | A bélyegtörvény (The Stamp Act)                                 | Casey Crowe                                | Andy Blitz és Maria Thayer     | 2023. május 12. 2023. május 12.     |
| 5.   | 5.  | A bűz (The Stench)                                              | Eddie Rosas                                | Robert Carlock és Sam Means    | 2023. május 12. 2023. május 12.     |
| 6.   | 6.  | Nyitónap (Opening Day)                                          | David C. Smith                             | Ben Dougan                     | 2023. május 12. 2023. május 12.     |
| 7.   | 7.  | Tojásvadászat (The Egg Hunt)                                    | Eddie Rosas                                | Ayo Edebiri                    | 2023. május 12. 2023. május 12.     |
| 8.   | 8.  | Matty aranya: A magvak könyve (Matty’s Treasure: Book of Seeds) | Casey Crowe                                | Dan Rubin                      | 2023. május 12. 2023. május 12.     |
| 9.   | 9.  | Nem az én elnököm (Not My President)                            | David C. Smith                             | Sam Means                      | 2023. május 12. 2023. május 12.     |
| 10.  | 10. | Párválasztó (The Love Choice)                                   | Casey Crowe                                | Ben Dougan és Taryn Englehart  | 2023. május 12. 2023. május 12.     |
| 11.  | 11. | Dagály (A Rising Tide)                                          | Eddie Rosas                                | Sam Means                      | 2024. április 24. 2024. április 24. |
| 12.  | 12. | Buliőrületek (Party Foul)                                       | David C. Smith                             | Robert Carlock                 | 2024. április 24. 2024. április 24. |
| 13.  | 13. | A nagy válság (The Great Depression)                            | Casey Crowe és Mike Morris                 | Ben Dougan                     | 2024. április 24. 2024. április 24. |
| 14.  | 14. | Így jár Mulligan (Sic Semper Mulligan)                          | Eddie Rosas                                | Sam Means és Sam Shanker       | 2024. április 24. 2024. április 24. |
| 15.  | 15. | DC/AC (DC/AC)                                                   | David C. Smith                             | Dan Rubin                      | 2024. április 24. 2024. április 24. |
| 16.  | 16. | Élőhús balladája (The Ballad of Sentient Meat)                  | Casey Crowe                                | Taryn Englehart és Carline Fox | 2024. április 24. 2024. április 24. |
| 17.  | 17. | A Watergate-szivárgás (Watergate Watergate)                     | Eddie Rosas                                | Andy Blitz és Maria Thayer     | 2024. április 24. 2024. április 24. |
| 18.  | 18. | Dr. Johnny csodabogyója (Dr. Johnny's Wonder Pill)              | David C. Smith                             | Liz Rivera                     | 2024. április 24. 2024. április 24. |
| 19.  | 19. | Camp David (Camp David)                                         | Casey Crowe                                | John Mahone                    | 2024. április 24. 2024. április 24. |
| 20.  | 20. | Viszálykodás (A House Divided)                                  | Eddie Rosas                                | Robert Carlock és Sam Means    | 2024. április 24. 2024. április 24. |

## A sorozat készítése
2021 januárjában jelentették be, hogy a sorozat 20 epizódos lesz, és 2021-ben kerül a bemutatásra. 2021 júniusában az Emmy-díjon 2022-es premierjét valószínűsítette, és a sorozatot "újszerű médiumként" jellemezte, "messzire mutató premisszával".